# Малішево-Линкі
Малішево-Линкі (пол. Maliszewo-Łynki) — село в Польщі, у гміні Завади Білостоцького повіту Підляського воєводства.
Населення — 86 осіб (2011).
У 1975-1998 роках село належало до Ломжинського воєводства.

## Демографія
Демографічна структура станом на 31 березня 2011 року:
|          | Загалом | Допрацездатний вік | Працездатний вік | Постпрацездатний вік |
| -------- | ------- | ------------------ | ---------------- | -------------------- |
| Чоловіки | 52      | 7                  | 33               | 12                   |
| Жінки    | 34      | 2                  | 20               | 12                   |
| Разом    | 86      | 9                  | 53               | 24                   |